# جويل سانشيز (منافس ألعاب قوى)
جويل سانشيز (بالإسبانية: Joel Sánchez Guerrero)‏ هو منافس ألعاب قوى مكسيكي، ولد في 15 سبتمبر 1966 في مدينة مكسيكو في المكسيك.

## وصلات خارجية
- جويل سانشيز على موقع الاتحاد الدولي لألعاب القوى (الإنجليزية)
- جويل سانشيز على موقع اللجنة الأولمبية الدولية (الإنجليزية)
- جويل سانشيز على موقع أوليمبيديا (الإنجليزية)